# محمد جمال (لاعب كرة قدم مواليد 1995)
محمد جمال لاعب كرة قدم مصري في مركز المهاجم ، ويلعب حاليًا لنادي غزل المحلة معارًا من نادي طنطا.